# グシ・ハン王朝
グシ・ハン王朝（グシ・ハンおうちょう）は、1642年にオイラト族のホショト部の指導者グシ・ハン（トゥルバイフ）がチベットに樹立した王朝。4代約80年続いた。1717年、オイラト本国を支配するジュンガル部の奇襲により嫡系が断絶。さらに1723-24年、清朝の雍正帝はグシハン王家の傍系一族を攻撃して屈服させ、彼らがチベットに有していた様々な権限や権益を剥奪、この攻撃によりグシ・ハン一族はチベット王権も喪失して王朝は終焉をむかえた。

## 概要
この王朝の支配者は代々の熱心なダライラマ信者であり、この王朝の成立により、チベット仏教界におけるダライラマの地位は劇的に向上し、宗派をこえた政治・宗教の最高権威としての地位が確立した。
18世紀初頭、ダライラマの継承者をめぐって王族内に激しい対立が生じ、ジュンガル部（1717年）、清朝（1718年、1719年 - 1721年）など外部勢力を導きいれての内紛を起こして衰え、1723-24年、清朝の雍正帝に征服された。

## 歴史
1637年、ホショト部のトゥルバイフ（グシ・ハン）は、オイラト各部の連合軍を率いて青海地方に遠征、敵対勢力を制圧した。トゥルバイフはラサに上り、ダライ・ラマ5世から「シャジンバリクチ・ノミン・ハーン（護教王）」の称号を授けられた。
トゥルバイフは、同盟部族であるジュンガル部の指導者ホトゴチンに自分の娘アミンターラと「バートルホンタイジ」の称号を与えてオイラト本国に帰還させ、また、オイラト本国に残した兄の子オチルトにホショト部の本家を次がせる一方、自身が相続する部衆を全て青海に呼び寄せ、この手勢をもって、チベット全土の征服に乗り出した。
1642年、中央チベットの覇者ツァントェ王の本拠地シガツェを一年間の攻城戦の後に陥落させると、占拠したサムドゥプツェ宮殿においてチベット諸侯をならべて「チベットの王」に即位するとともに、ダライラマ5世をシガツェに招いて、「チベット十三万戸」、すなわちヤルンツァンポ河流域を主とするチベットの中枢部を寄進、ここにダライ・ラマ政権が発足する。
トゥルバイフの子孫は以後四代にわたってチベット・ハン位を継承したが、1717年、ジュンガルの侵攻を受けてラサン・ハーンが死去し、トゥルバイフ直系は絶えた。
青海地方に居住していた傍系王族たちも1723年 - 1724年に清朝の征服を受け、チベット各地に保有していた権益をすべて没収され（→雍正のチベット分割を参照）、チベットに対するホショト支配は終焉を迎えた。

## チベットの歴代ハンと歴代ホンタイジ
1637年、青海草原を平定したオイラトの盟主にしてホシュート部の部族長であるトゥルバイフがラサに上り、ダライ・ラマ5世から「ハン」号を受けたのと時を同じくして、ジュンガル部の部族長ホトゴチンは「ホンタイジ」号を授かり、オイラト本国に帰還した。オイラト本国では、ホシュート部の嫡系であるオチルトがハン位とハン号を、ジュンガル部の部族長がホンタイジ号を継承した。
チベットでは、グシ・ハンの長子ダヤンの系統が、1717年にいたるまで、ハン位とハン号を継承し続けた。また、ホンタイジ号については、17世紀の末まで三代にわたり第六子ドルジの系統が継承しつづけたが、17世紀末より生じたグシ・ハン一族の内紛により、ドルジ家以外の他の系統からもホンタイジ号を受けるものが出現するようになった。

### 歴代チベット・ハン
| 名                   | 在位期間      | ダライラマ授与の称号：チベット語（モンゴル語）／清朝皇帝授与の称号                                                            | 通称         |
| -------------------- | ------------- | --- | ------------ |
| トゥルバイフ         | 1642年-1654年 | テンジン・チューキ・ギャルポ（シャジンバリクチ・ノミン・ハン）／遵行文義敏慧顧実汗                                            | グシ・ハン   |
| ダヤン               | 1654年-1668年 | テンジン・ドルジェ・ギャルポ（シャジンバリクチ・オチル・ハン） テンジン・ターヤン・ギャルポ（シャジンバリクチ・ダヤン・ハン） | ダヤン・ハン |
| グンチュク           | 1668年-1700年 | テンジン・タレー・ギャルポ（シャジンバリクチ・ダライ・ハン）                                                                  | ダライ・ハン |
| テンジン・ワンギャル | 1700年-1703年 | |              |
| ラサン               | 1703年-1717年 | テンジン・ジンギル・ギャルポ（シャジンバリクチ・チンギス・ハン）／翊法恭順汗                                                  | ラサン・ハン |

注：
- 初代グシ・ハンに対する称号の授与は、オイラト部を挙げて青海地方を征服した1637年、ラサにおいて行われた。チベット・ハンとしての即位は、カム地方、ツァン地方を征服し、チベット高原の中枢を掌握した1642年、シガツェにて行われたが、この即位式には当時のダライラマ五世は列席しておらず、あらためての称号授与も行われていない。
- 第2代ダヤン・ハン、第3代ダライ・ハンの二人は、即位式の一環として、ダライラマからの称号授与が行われた。ただし、第二代ダヤン・ハンの最初の称号においては、印章のみ即位式に先行して授与をうけている。
- 第4代テンジン・ワンギャルの即位を記すのは、スムパケンポ著『パクサムジョンサン』であるが、この文献と同時代の別の史料には、第三ダライ・ハンの没年と同年（1700）にテンジンワンギャルの死を置くものもある。
- チベット・ハンに対する清朝皇帝による称号の授与は、初代グシ・ハンに対して最晩年の1653年、第4代ラサンに対して1707年と、即位より数年から十数年後に行われており、儒教圏諸国における「国王」の即位とはことなり、チベット・ハンの即位にとって不可欠の条件ではなかったことがわかる。

### 歴代チベット・ホンタイジ
D5・D6・D7は称号の授与者ダライラマ5-7世を示す。
1658年　ドルジ（グシハンの第6子）　「ダライ・ホンタイジ」(D5)
1692年　サキョン・メルゲン・タイジ　（ドルジの第4子）　「テンジン・バートゥル・ホンタイジ」(D6)
1698年　ノムチ・タイジ　（サキョン・メルゲン・タイジの長子）　「ダヤン・ホンタイジ」(D6)
1723年　小ラプテン　（グシハンの第5子イルドゥチの子孫）　「メルゲン・ホンタイジ」(D7)
1723年　ロブサンダンジン　（グシハンの第10子タシバートルの長子）　「ダライ・ホンタイジ」(自称)